# Franciszek Witaszek

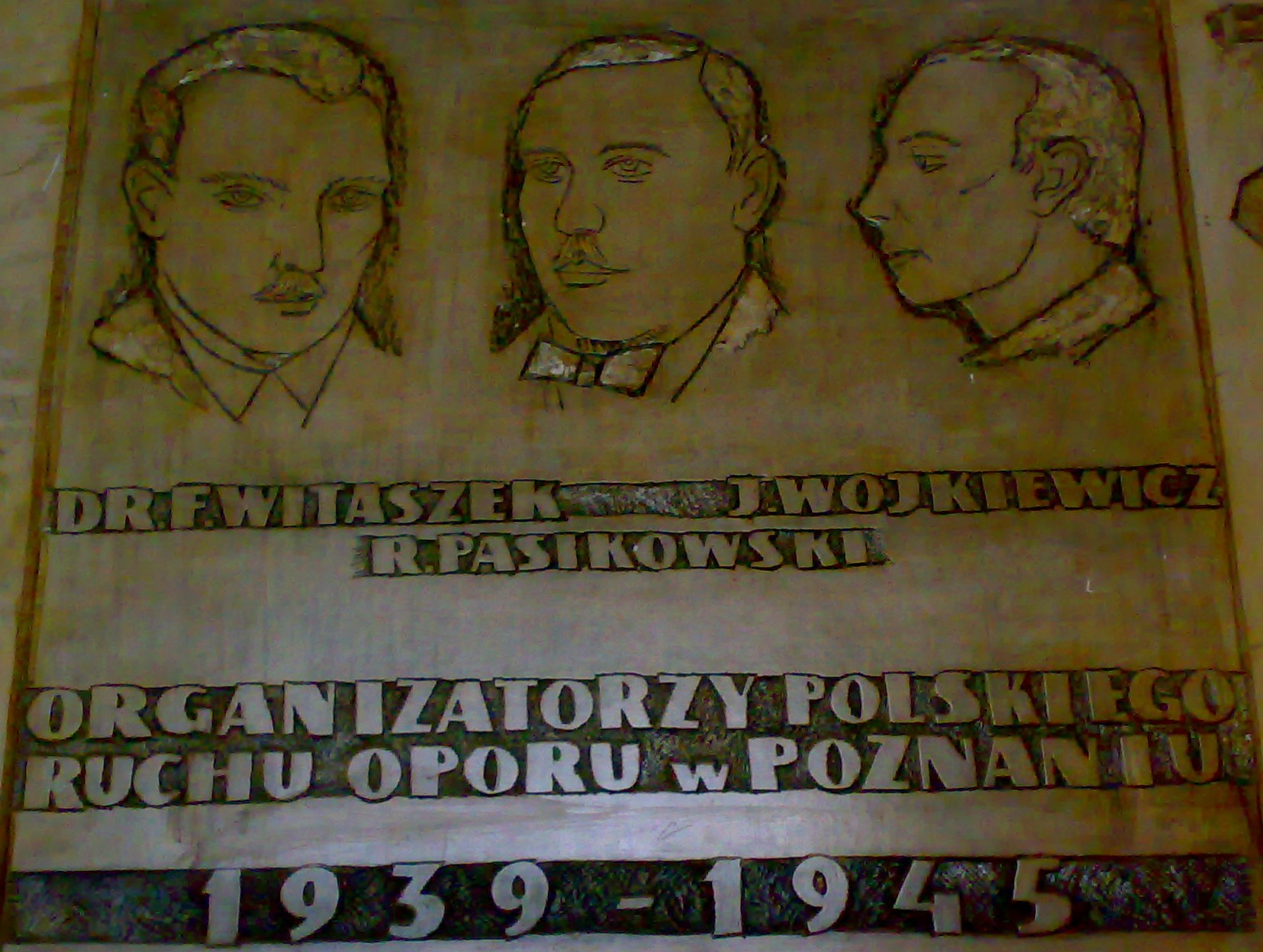
Tablica w Zamku Cesarskim w Poznaniu

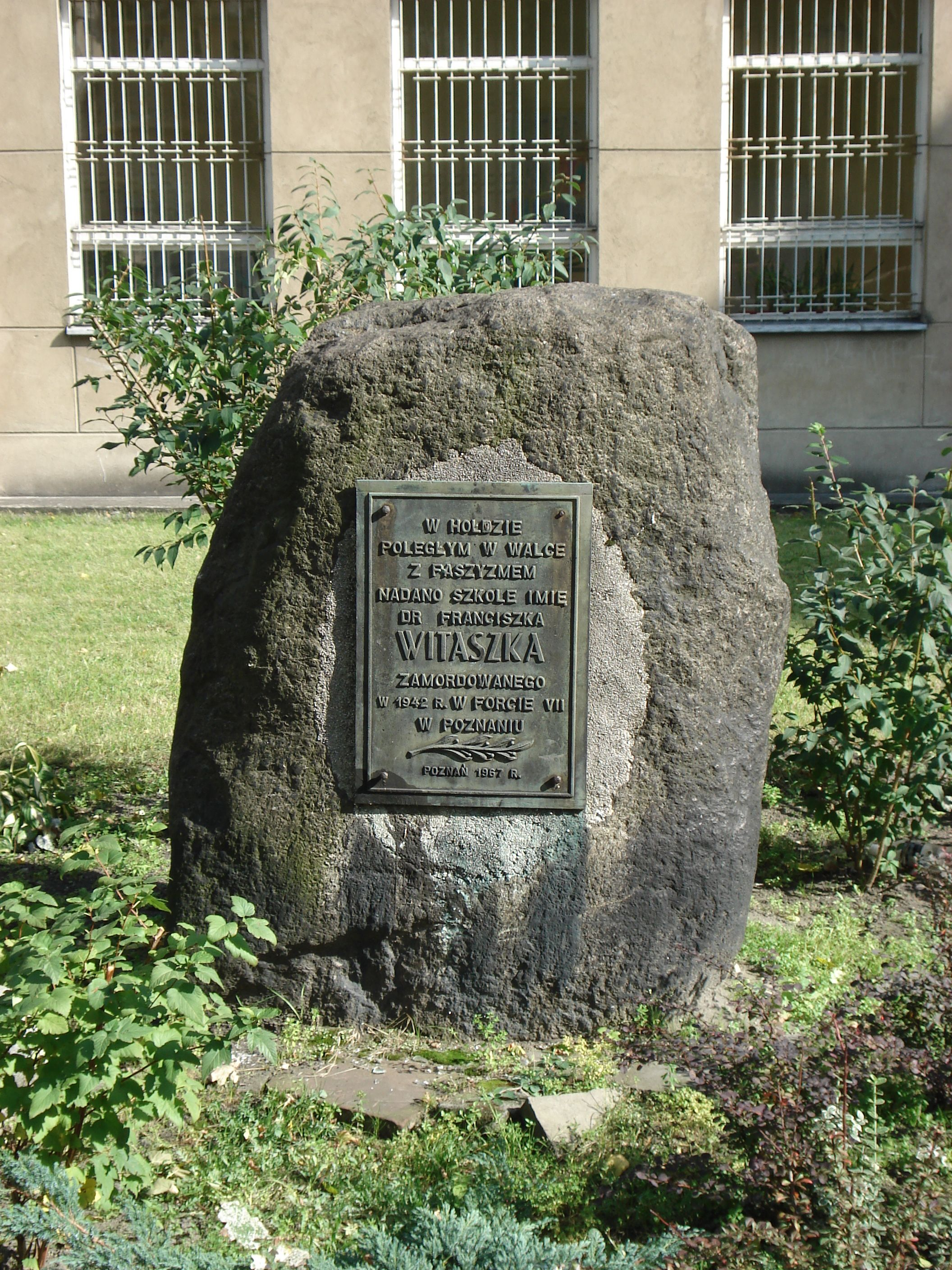
Głaz pamiątkowy przed szkołą przy ul. Łukaszewicza w Poznaniu

Franciszek Józef Witaszek, ps. Warta, Kur, Myszkowski, Funiu (ur. 8 września 1908 w Śmiglu, zm. 8 stycznia 1943 w Poznaniu) – lekarz, w czasie II wojny światowej członek podziemnej organizacji bojowej Ojczyzna, szef Związku Odwetu Okręgu Poznańskiego, części Związku Walki Zbrojnej w randze kapitana czasu wojny. Odznaczony pośmiertnie Krzyżem Walecznych.

## Życiorys

### Dzieciństwo i edukacja
Był synem kupca Stanisława i Zofii z Białych. W związku małżeńskim z żoną Haliną miał pięcioro dzieci: Alodię, Darię, Mariolę, Iwonę i Krzysztofa.
Szkołę Powszechną ukończył w Śmiglu. Maturę zdał w roku 1925 w Gimnazjum Męskim w Ostrowie Wielkopolskim. Dyplom lekarza uzyskał w roku 1931 na Wydziale Lekarskim Uniwersytetu Poznańskiego. Doktoryzował się, również w Poznaniu, w roku 1932.

### Działalność zawodowa
Po obronie doktoratu został starszym asystentem w Zakładzie Mikrobiologii Lekarskiej Uniwersytetu Poznańskiego. W czasie studiów został odznaczony Medalem Karola Marcinkowskiego za pracę Listewki skórne (linie papilarne) na palcach dzieci i dorosłych. W okresie od lutego 1928 do lipca 1931  pracował w Poradni Przeciwgruźliczej w Poznaniu i w tym czasie  zestawił i opublikował wyniki opadania krwinek w przebiegu gruźlicy. W  marcu 1936 r. współzałożył zakład produkujący surowice i szczepionki Serovac Poznański. Od 1937 r. był członkiem spółki założycielskiej oraz dyrektorem  wytwórni strun chirurgicznych i technicznych Catgut Polski. Produkowany tam catgut  ze sterylizacją jodową  impregnowany srebrem i jodem całkowicie zaspakajał potrzeby krajowe. Opatentował preparat do klarowania wina o nazwie Clarovac. 	W latach 1932–1939 wykładał higienę w Państwowej Szkole Pielęgniarek PCK w Poznaniu i na Wyższym Studium Katolickim.   Był  sekretarzem Związku Lekarskiego w Obwodzie Wielkopolskim oraz działał w Towarzystwie Higienicznym.  Był lekarzem zaufania Ubezpieczalni Krajowej w Poznaniu jako rzeczoznawca do spraw inwalidzkich. W 1935 r. wydał Zarys orzecznictwa inwalidzkiego, który był pierwszą obszerną publikacją na ten temat w języku polskim.

### II wojna światowa
We wrześniu 1939 jako jedyny lekarz opiekował się rannymi żołnierzami w szpitalu polowym we wsi Dobrzelin koło Żychlina w trakcie bitwy nad Bzurą.
Jesienią 1939  po powrocie do Poznania został zaprzysiężony do organizacji Ojczyzna przez por. Stefana Adama Schmidta. W końcu 1939 został zaprzysiężony do Służby Zwycięstwu Polsce przez por. Czesława Surmę. Od jesieni 1939  będąc osobistym lekarzem biskupa Walentego Dymka współpracował z nim w tworzeniu Kościoła Podziemnego.
W marcu 1940  ppłk Rudolf Ostrihansky powołał Pierwszą Komendę Poznańskiego Związku Walki Zbrojnej (ZWZ). W skład Komendy Okręgu wszedł m.in. Franciszek Witaszek. Wówczas ponownie został zaprzysiężony przez Ostrihanskyego i mianowany do stopnia kapitana czasów wojny. Komenda Okręgu zawierała wszystkie piony organizacyjne ZWZ a Witaszkowi powierzono dowodzenie III Wydziałem sanitarnym.
Rozkazem płk. Roweckiego z 20 kwietnia 1940 r. z ZWZ wyodrębniony został Związek Odwetu jako osobny pion sabotażowo-dywersyjny do prowadzenia walki bieżącej i posiadający własną sieć łączności. W czerwcu 1940 Witaszek  został Pierwszym Szefem Związku Odwetu Okręgu Poznań. Okręg Poznań obejmował tereny Wielkopolski wcielone do III Rzeszy.
Władze okupacyjne zezwoliły dr. Witaszkowi na prowadzenie praktyki lekarskiej dla Polaków, dlatego mógł ich leczyć i potajemnie szczepić przeciw chorobom zakaźnym. Przyjmowanie pacjentów w gabinecie lekarskim  i wizyty domowe ułatwiały mu działalność konspiracyjną i stanowiły przykrywkę do  wykonywania rozkazów ppłk. Franciszka Niepokólczyckiego, któremu bezpośrednio podlegał.
Najprawdopodobniej istotnym elementem działalności zespołu dra Witaszka była produkcja trucizn, których używano do uśmiercania wyselekcjonowanych Niemców i kolaborantów; konsekwentnie zaprzeczała temu po wojnie Mariola Witaszek-Malinowska, córka Franciszka. 

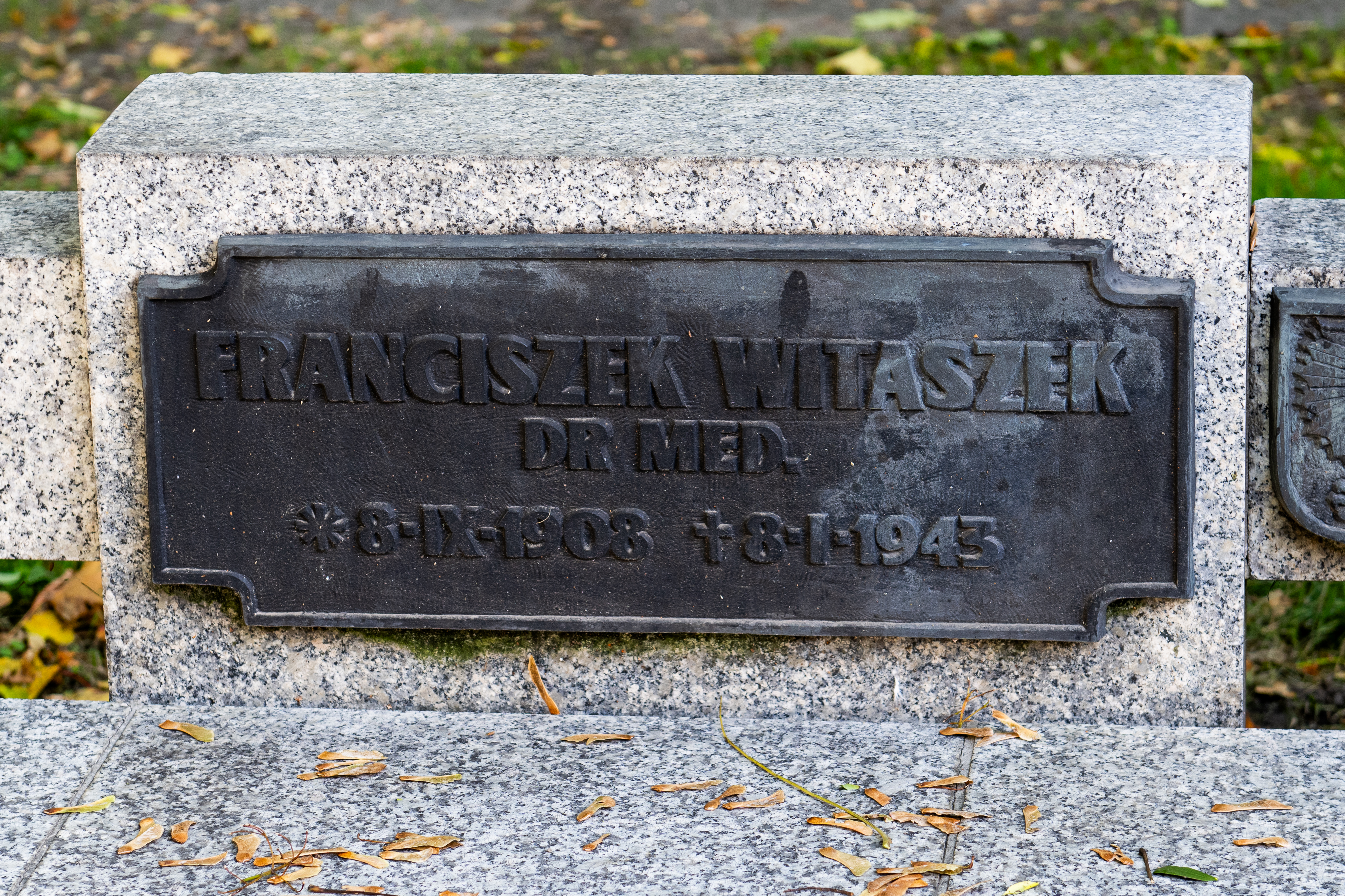
Płyta nagrobna Franciszka Witaszka na Cmentarzu Bohaterów Polskich. We wspólnym grobie złożone zostały szczątki innych działaczy Związku Odwetu – Soni Górznej, Henryka Günthera oraz Heleny Siekierskiej.

Został aresztowany przez Gestapo 25 kwietnia 1942 po czym został skazany przez Policyjny Sąd Doraźny w Poznaniu na karę śmierci przez ścięcie. Oferowano mu łaskę w zamian za współpracę; nie zgodził się. Wyrok wykonano w Forcie VII w Poznaniu 8 stycznia 1943. Wraz z nim zginęło również 30 członków organizacji – 24 mężczyzn i 6 kobiet. Ich ciała spalono; głowy czworga z nich zakonserwowano jako eksponaty badawcze. Głowę doktora Niemcy wstawili do słoja z formaliną z naklejoną informacją w jęz. niemieckim "Kopf eines intelligenten polnischen Massenmörders" (pol. "Głowa inteligentnego polskiego masowego mordercy").

## Los żony i dzieci
W marcu 1943 roku żonę Franciszka Witaszka Halinę zesłano do obozu koncentracyjnego Auschwitz-Birkenau, a ich dzieci (pięcioletnia Alodia i czteroletnia Daria) zostały wysłane do obozu koncentracyjnego dla dzieci w Łodzi. Po przejściu selekcji rasowej zostały poddane germanizacji w ośrodku organizacji Lebensborn tzw. "Gaukinderheim" w Kaliszu. W połowie stycznia Alodia i Daria zostały wysłane do innego ośrodka Lebensborn o nazwie "Pommern" w Połczynie-Zdroju, gdzie zmieniono im nazwisko na Wittke. Niemcy sfałszowali metryki dzieci zmieniając miejsce urodzenia na Niemcy i jako "dzieci niemieckie" zostały przekazane do adopcji niemieckim rodzinom. Alodię "Wittke" oddano rodzinie Wilhelma Dahla w Stendal w Meklemburgii, a Darię rodzinie Edmunda Schoeln z Weitra w Austrii. Pozostałą trójkę dzieci Witaszków 
– dziewięcioletnią Mariolę, siedmioletnią Iwonę i rocznego Krzysztofa – ukrywali członkowie rodziny.
25 listopada 1945 zidentyfikowane szczątki Franciszka Witaszka oraz jego współpracowników Henryka Günthera i Soni Górznej złożono na cmentarzu Bohaterów Polskich w Poznaniu. Żona, Halina Witaszek przeżyła wojnę i odzyskała dzieci. Według relacji Marioli Witaszek-Malinowskiej, jej matka w rzeczywistości nie potwierdziła, aby głowa w słoju należała do męża (okazano jej jedynie fotografię).
Postacie Franciszka Witaszka i członków jego grupy są bohaterami powieści Piotra Bojarskiego "Coraz ciemniej w Wartheland" (2021). 

## Odznaczenia
- Medal Karola Marcinkowskiego
- Krzyż Walecznych (przyznany pośmiertnie przez gen. Tadeusza Bora-Komorowskiego 1944 i przekazany jego żonie 8 stycznia 1983).
- Uhonorowany również ulicą w Poznaniu, ulicą w Pile oraz portretem w galerii wykładowców i absolwentów w I Liceum Ogólnokształcącym im. Kompałły i Lipskiego (d. Gimnazjum Męskie) w Ostrowie. Jest także patronem Szkoły Podstawowej nr 9 przy ul. Łukaszewicza na poznańskim Łazarzu oraz Hufca ZHP Śmigiel. Przy SP nr 9 w Poznaniu postawiono w 1976 Głaz Franciszka Witaszka.